# دیوانه در ۱
دیوانه در ۱ یک اندیس فلزی است که در حوالی شهر سبزوار استان خراسان قرار دارد و مادهٔ معدنی موجود در آن، مس است.سنگ میزبان این اندیس سرپانتین آندزیت است و دیرینگی آن به دوران کرتاسه بالایی می‌رسد. در این اندیس، پاراژنز‌های بورنیت، کالکوسیت، مالاکیت یافت می‌شوند.